# Пероннський договір
Пероннський договір 1641 р. про перехід Князя і Князівства Монако під протекторат Королівства Франції і Наварри. Підписаний в Перонні 14 вересня 1641 року королем Франції Людовіком XIII і князем Монако Оноре II Грімальді.

## Основні положення та історичне значення договору

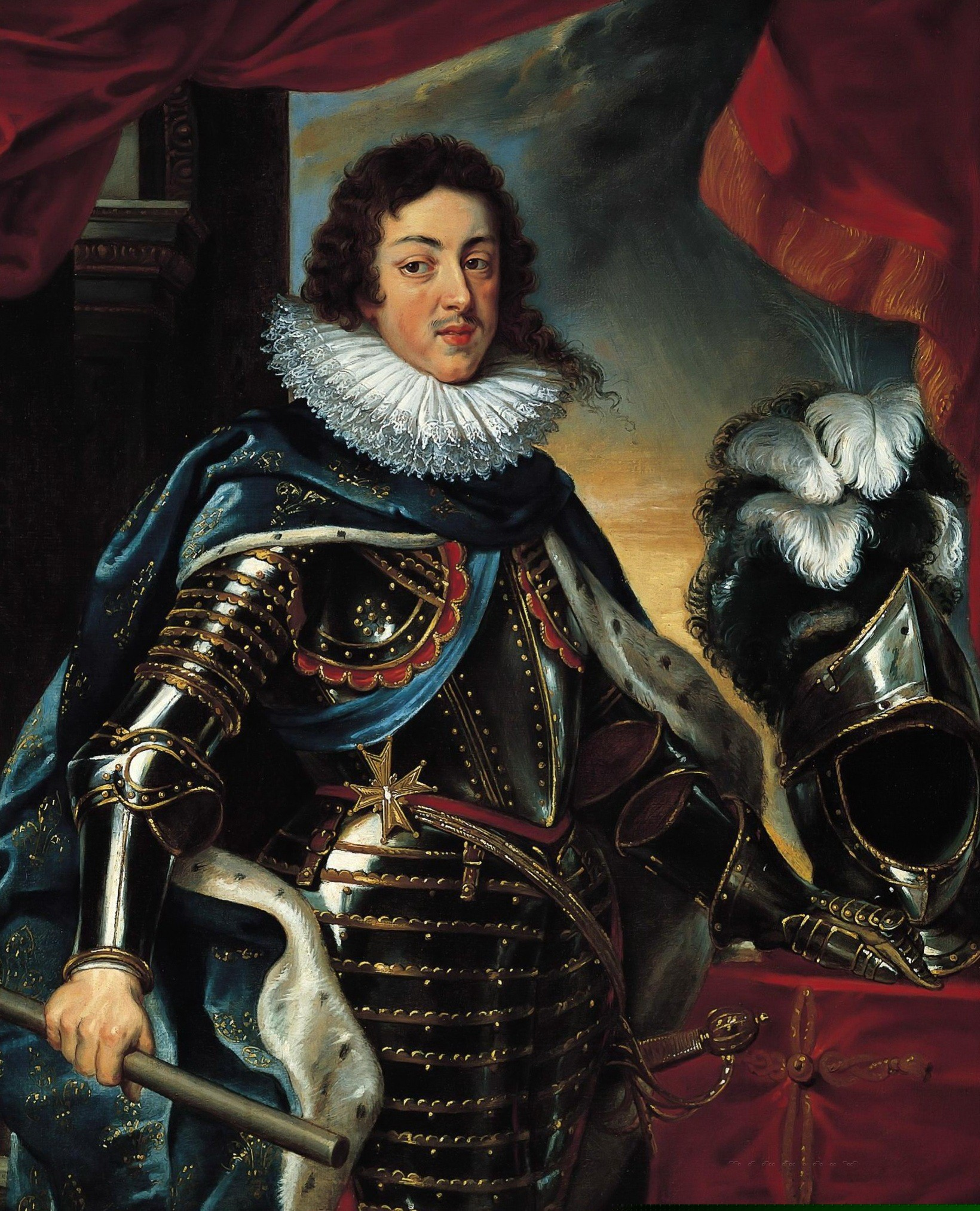
Людовік ХІІІ, Король Франції і Наварри

Згідно з договором, князь Монако ставав васалом короля Франції. У відповідь французький король який брав на себе зобов’язання захищати князя, його родину, привілеї і майно та повинен був виплачувати йому щорічно 74 тисяч ліврів. Ст. 6 договору передбачала, що князь є вільним і суверенним володарем Монако, Ментона і Рокебрюна. У Монако передбачалося розміщення постійного французького гарнізону з 500 вояків із фінансуванням з королівської скарбниці. Командування над ним повинен був здійснювати сам князь, а за його відсутності - призначений королем лейтенант. Іспанці тут же конфіскували Міланські і Неаполітанські володіння родини Грімальді. 

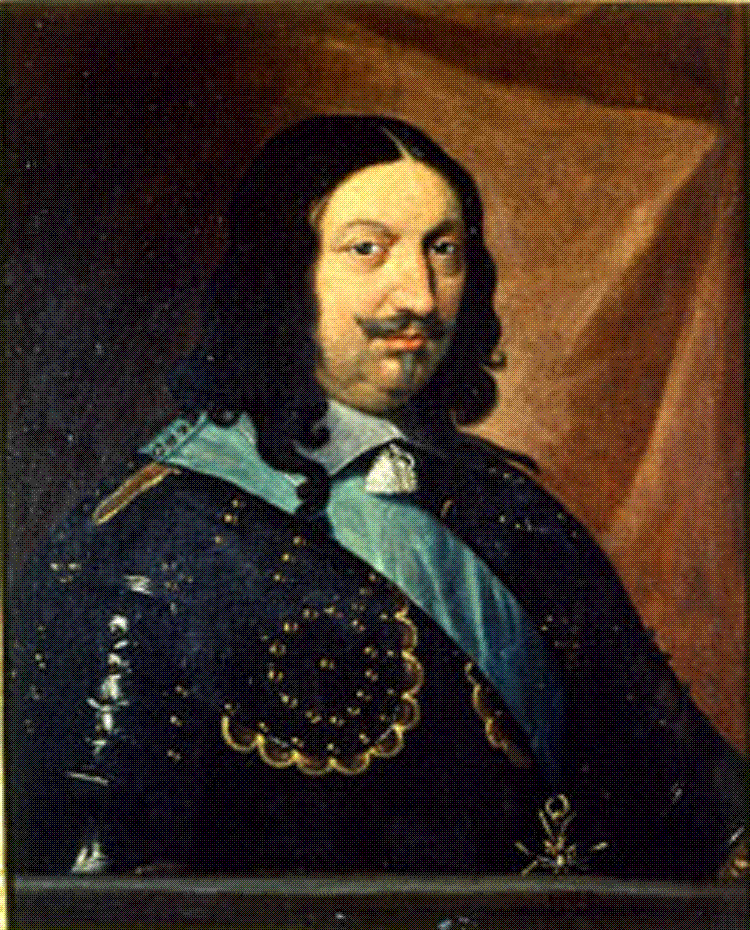
Оноре ІІ, Князь Монако

У відповідь на це Людовик подарува Оноре Грімальді титули пера та герцога де Валентінуа, а також графство Карладе. По суті Оноре поміняв один протекторат на інший. Оноре II був першим, хто став іменувати себе не «сеньйор», а «князь» Монако.